# Paseo del Espolón

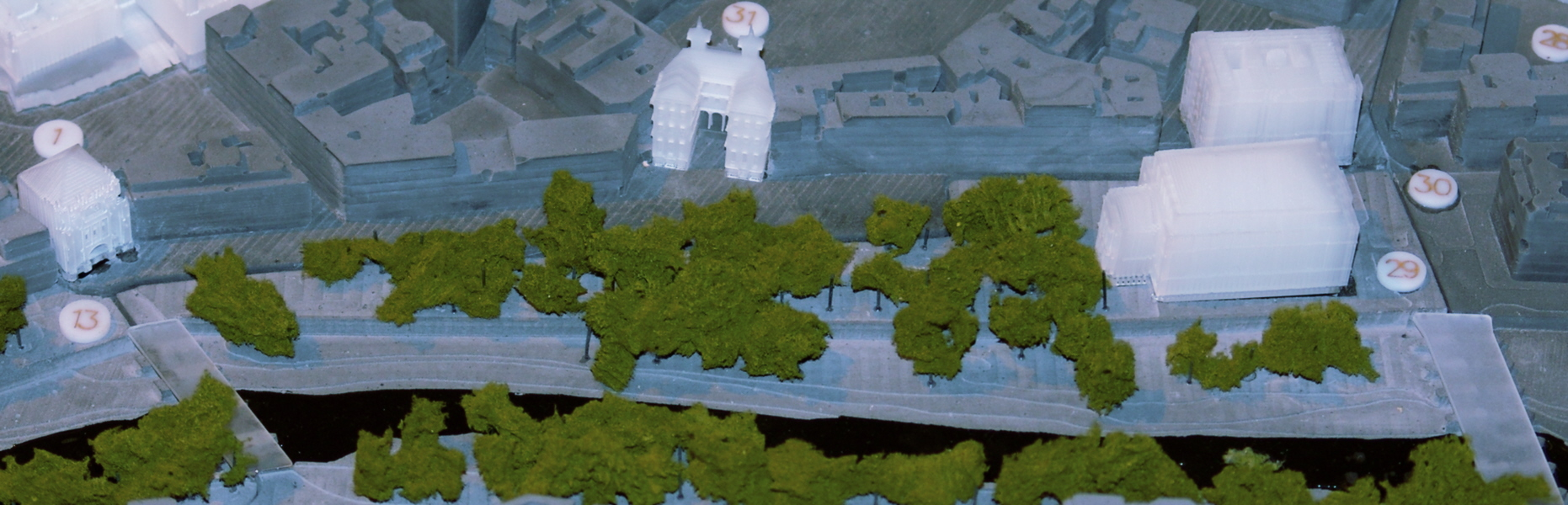
Maqueta

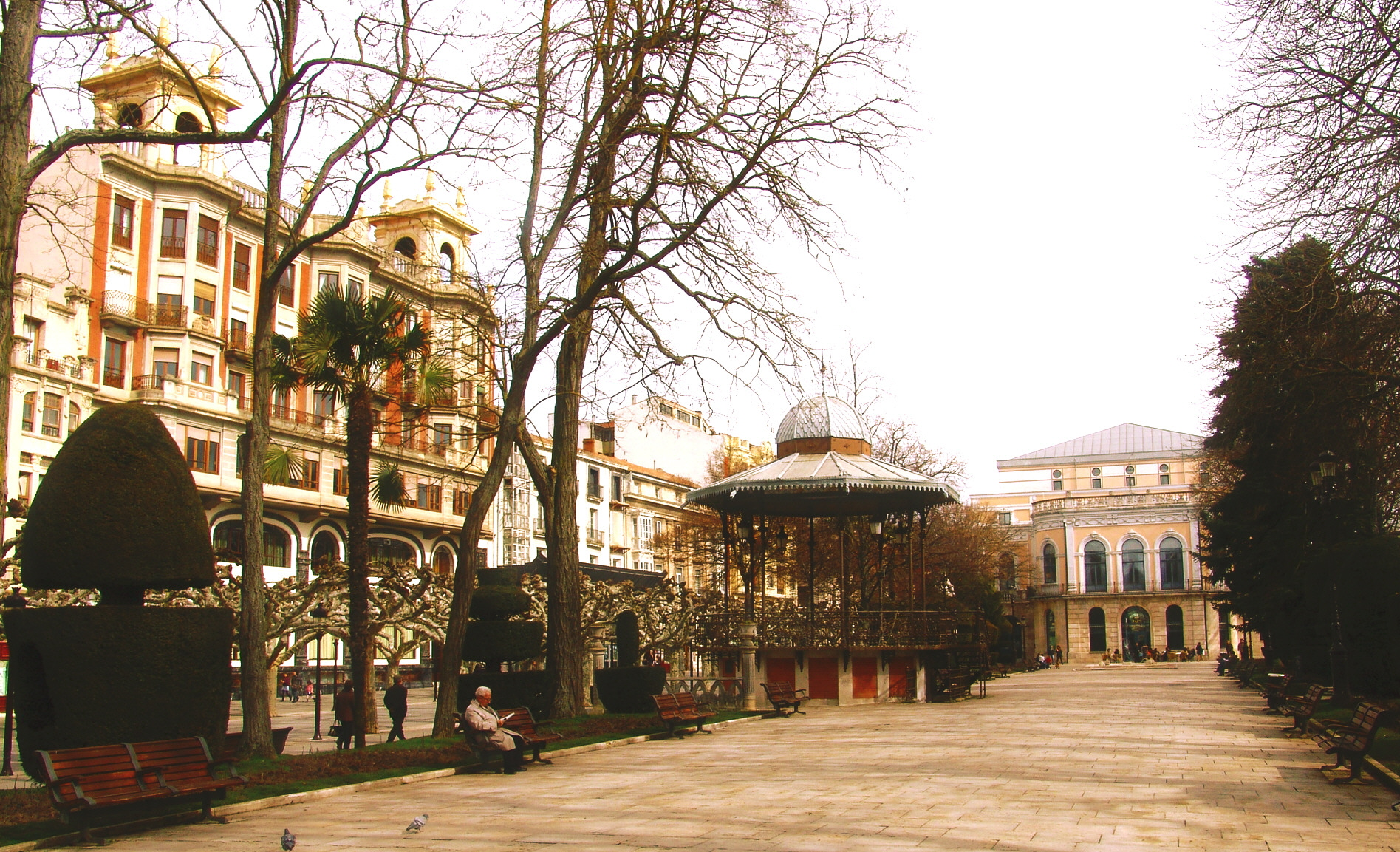
Vista desde los cuatro reyes hacia el teatro Principal

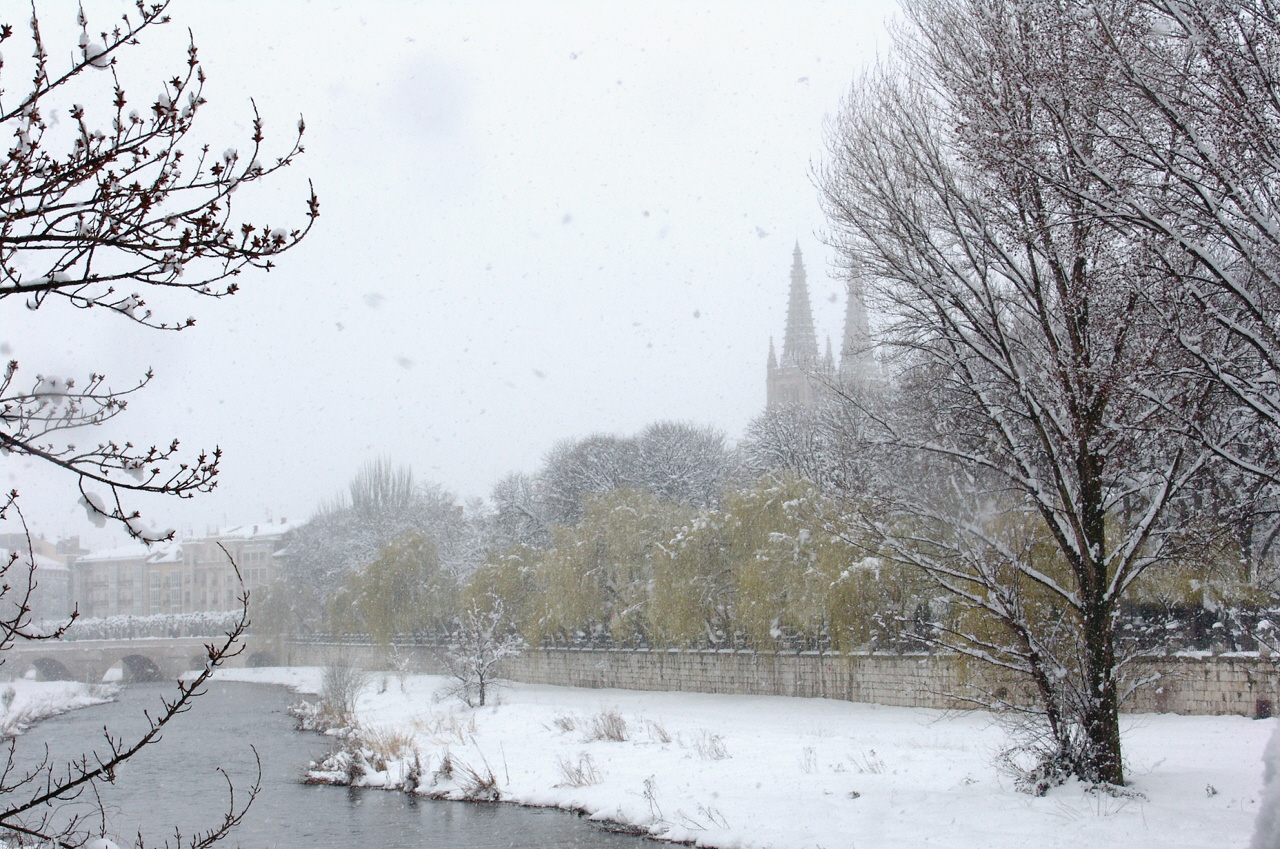
Muro construido para proteger el paseo de las crecidas del río Arlanzón

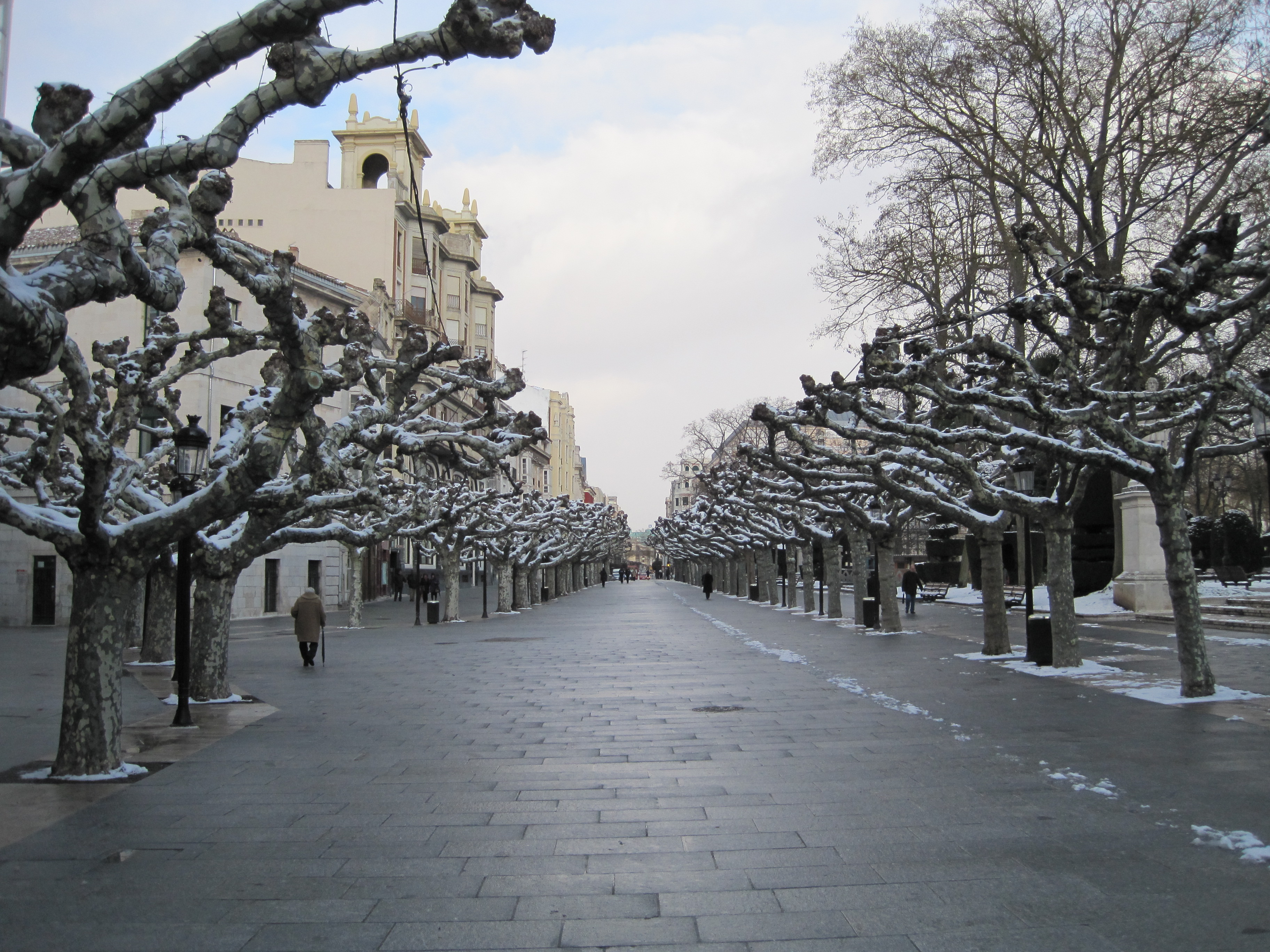
Paseo del Espolón

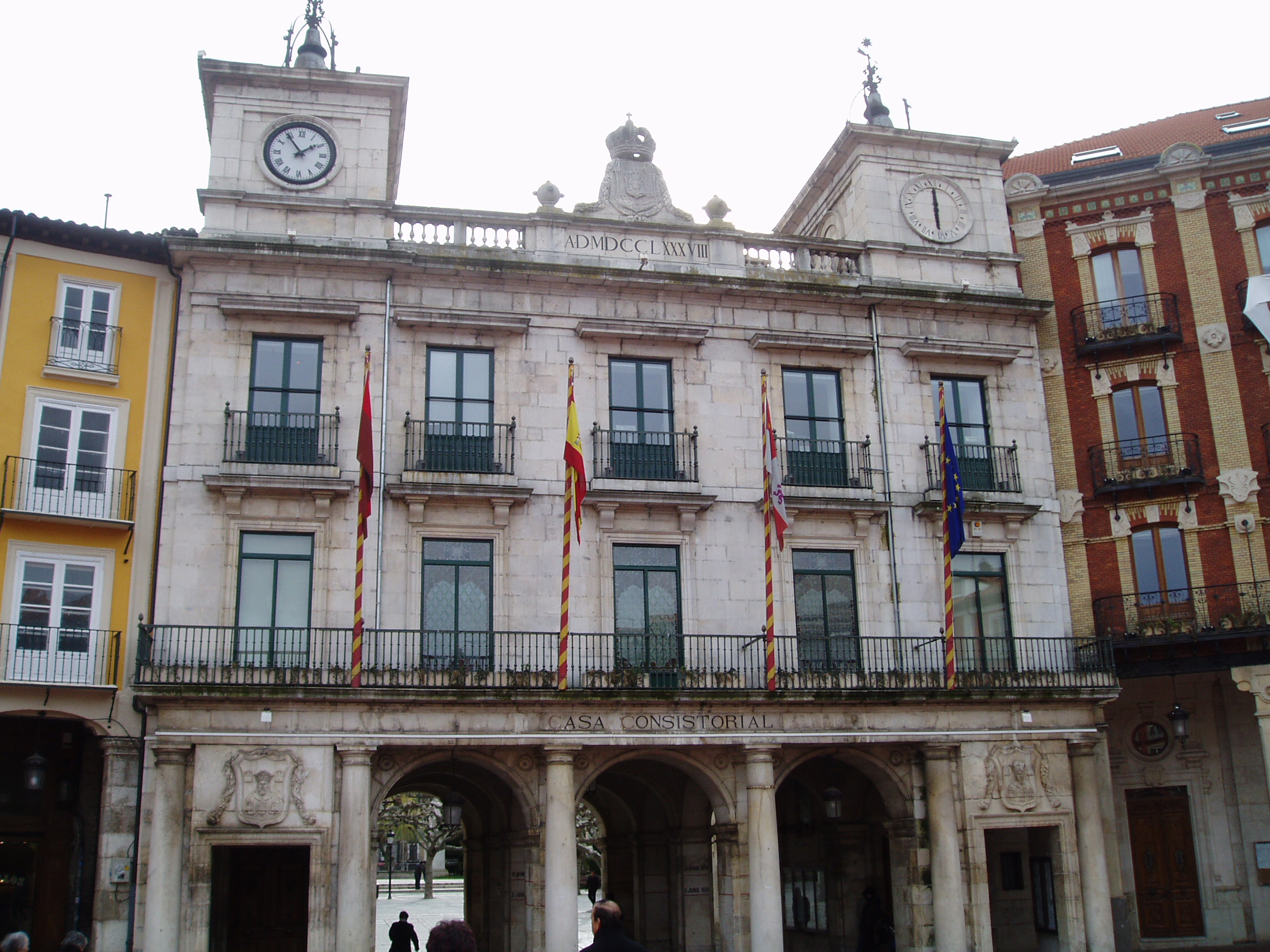
Casa Consistorial de Burgos (1791), obra de Fernando González de Lara

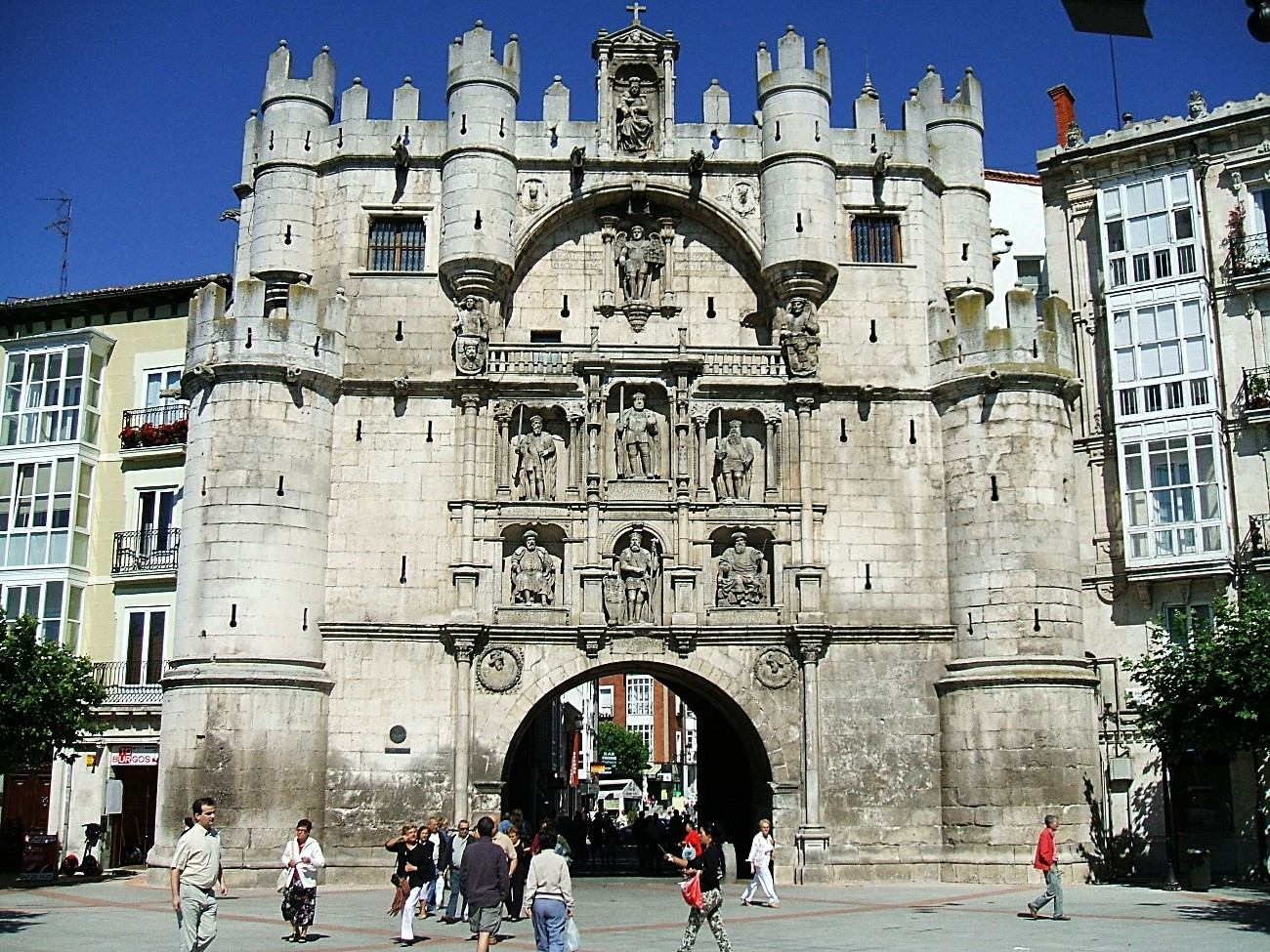
Arco de Santa María

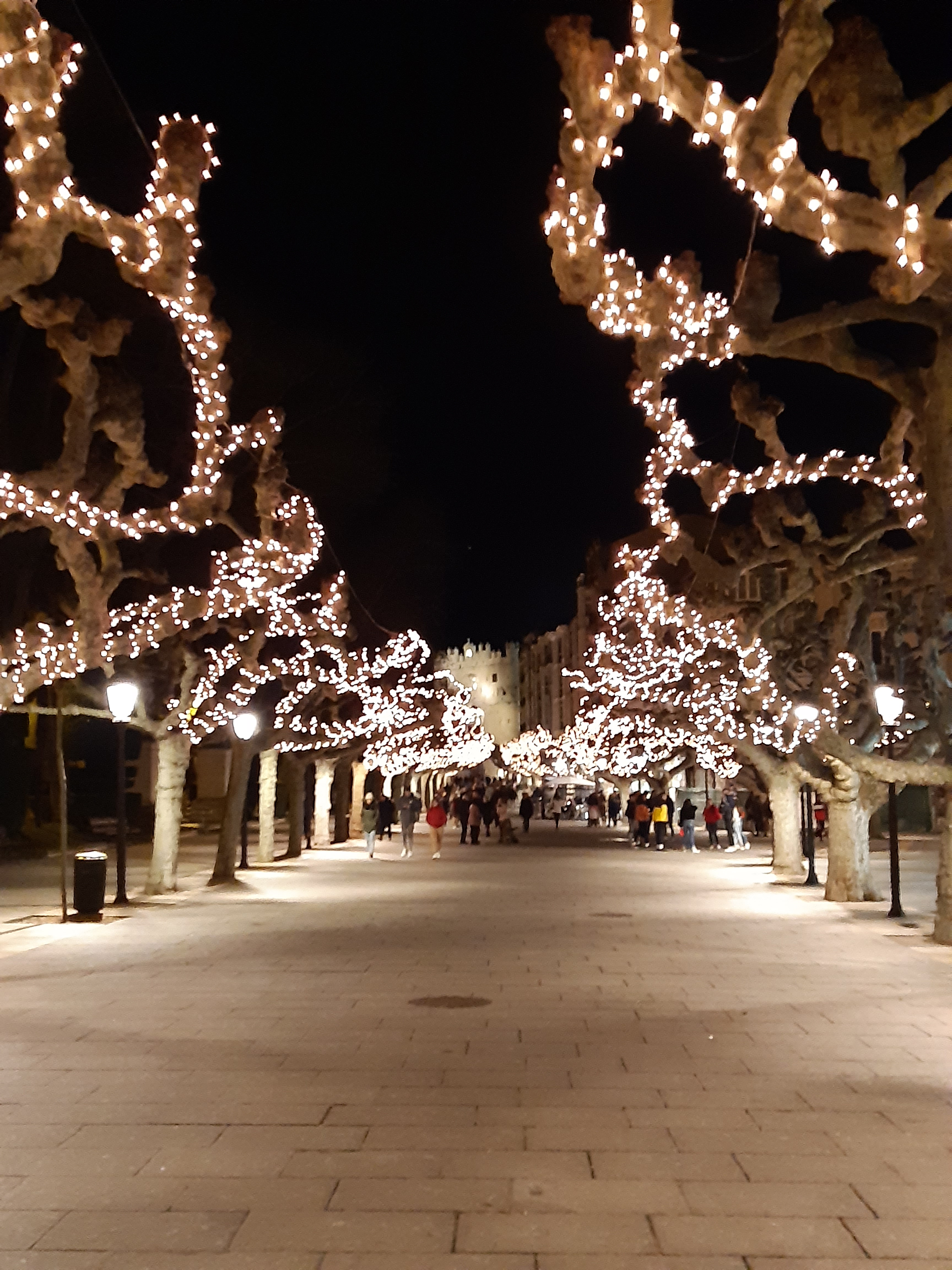
El paseo en Navidades

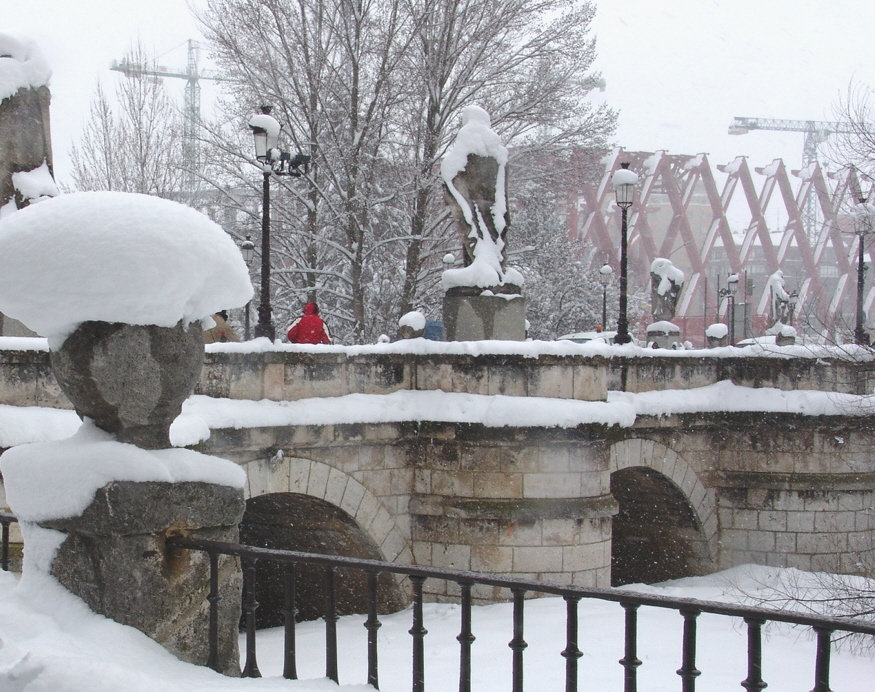
Reja con sus pedestales de grandes bolas de piedra, al fondo el puente de San Pablo

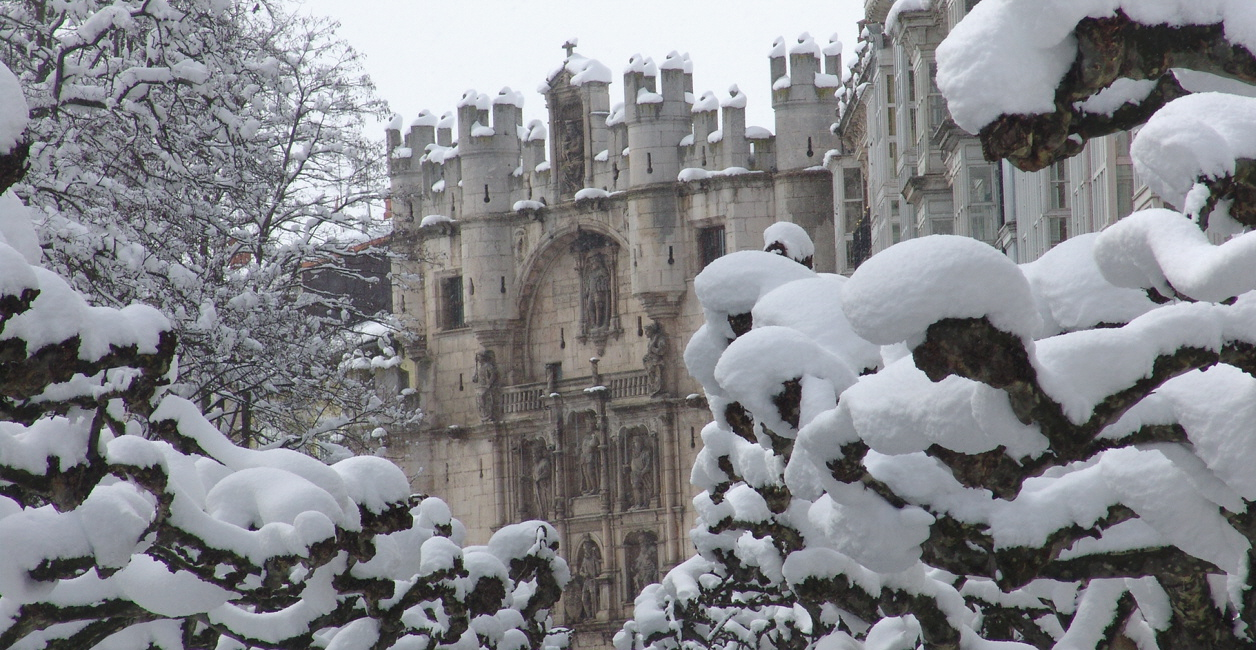
Plátanos orientales con sus copas entrelazadas cubiertas por la nieve

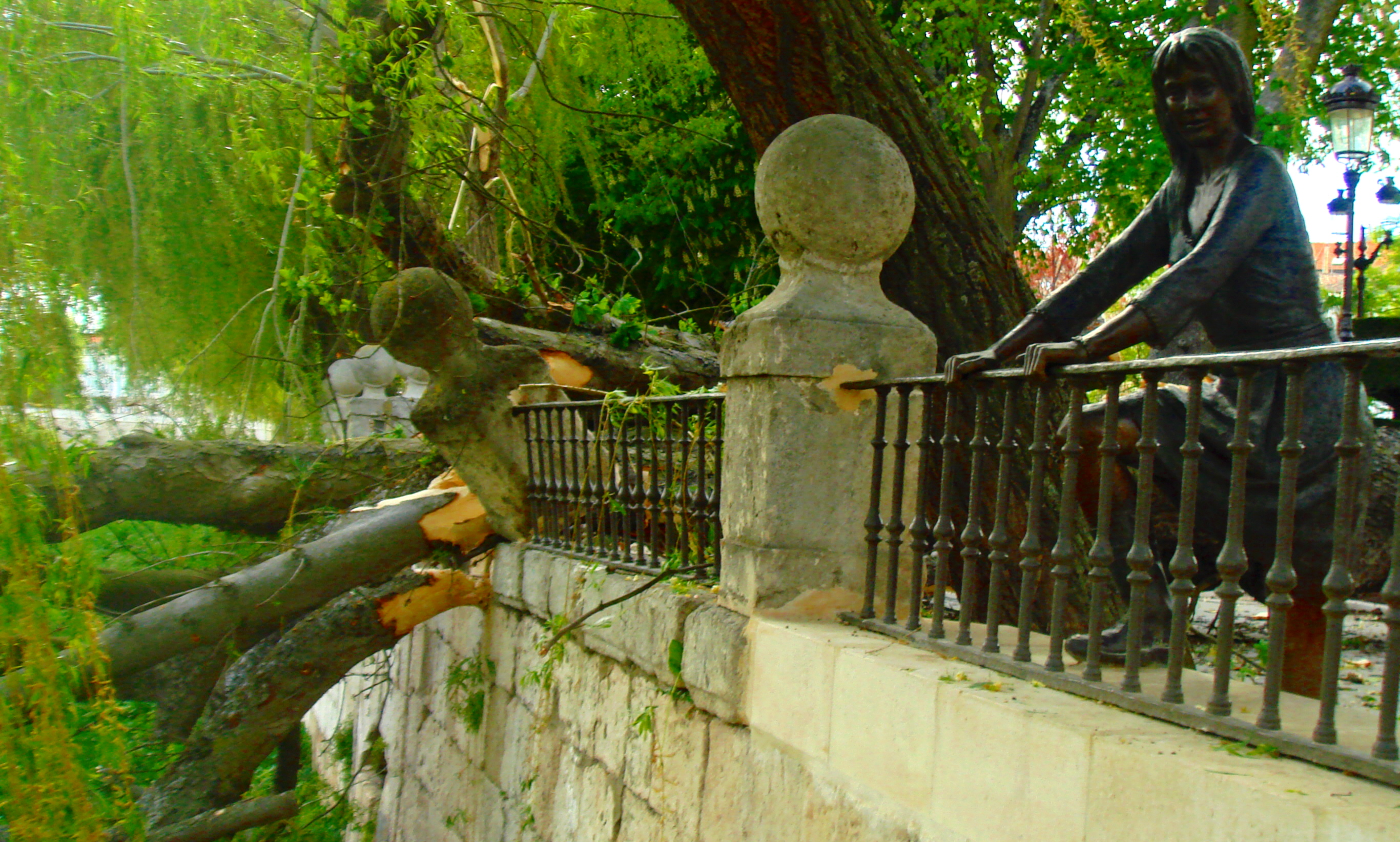
efectos del vendaval, árbol caído y rotura de la reja

El paseo del Espolón es el paseo arbolado y ajardinado más céntrico y popular de Burgos, ciudad española situada en el norte de la península ibérica. Fue creado a finales del siglo XVIII configurándose durante el siglo XIX, conecta el Arco de Santa María con el teatro Principal y está considerado como el salón de la ciudad.

## Historia

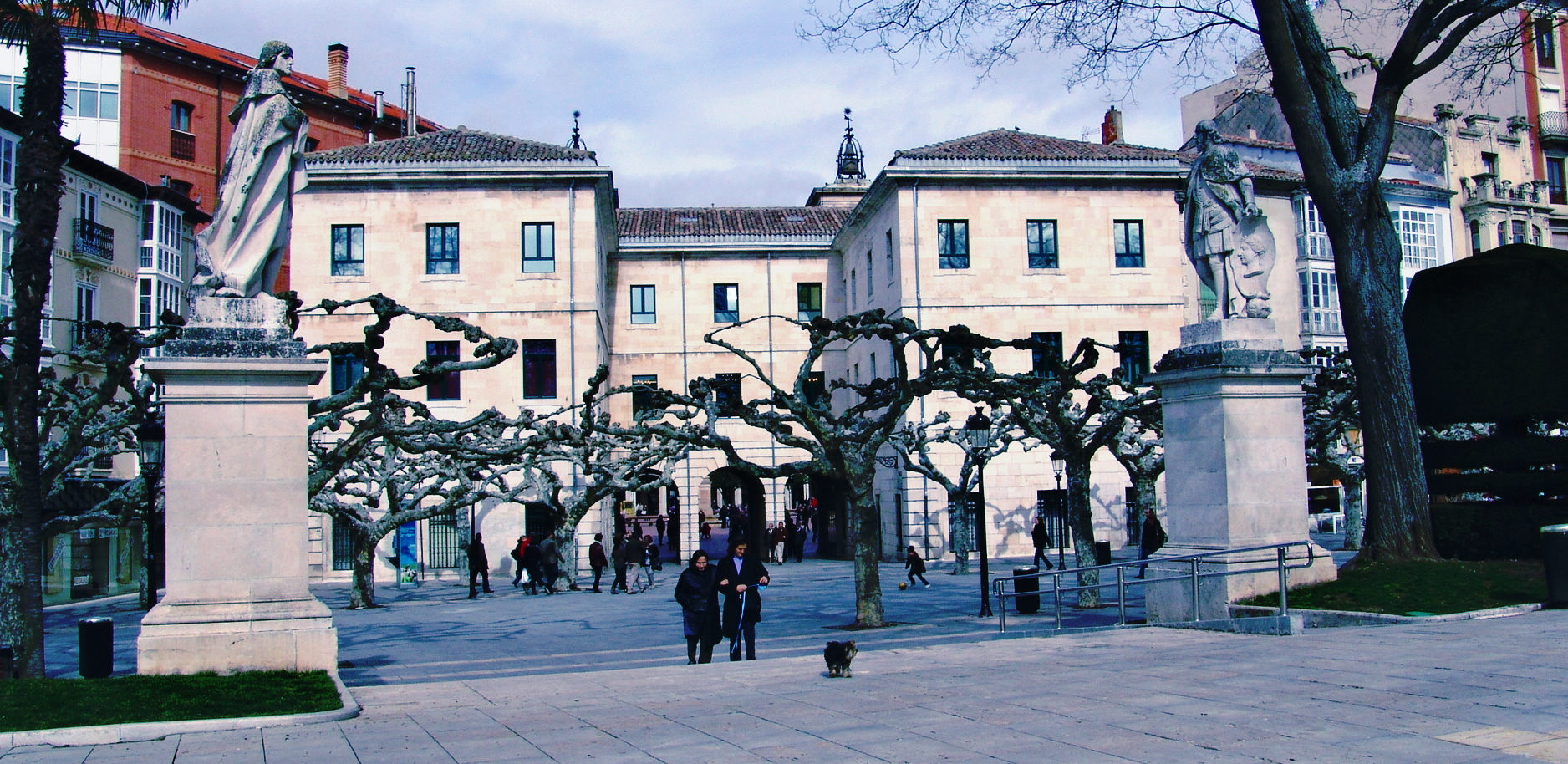
Puerta de Carretas, actuales casas consistoriales, desde los cuatro reyes

La palabra espolón guarda relación con el hecho de tratarse de unos terrenos inundables a orillas del río Arlanzón y que fue elevado mediante estribos y contrafuertes para protegerlo de las crecidas del río. Así este paraje extramuros de la ciudad era conocido como ronda del Espolón, extendiéndose a pie de muralla desde el Arco de Santa María hasta el actual palacio provincial.
En el centro del paraje se encontraba la puerta de Carretas, que daba acceso a la plaza del Mercado Menor renombrada actualmente como plaza Mayor.
Por el andén central, conocido antaño como paso de las Acacias, pasaba la carretera de Bayona a Madrid, a donde acudían los burgaleses a pasear, presenciando el paso de las diligencias. El año 1712 tras el derribo de las murallas se construyen edificios particulares y público como fueron el ayuntamiento, sobre la puerta de Carretas y el Consulado del Mar.
Al mismo tiempo que se encargaba al arquitecto Fernando González de Lara el proyecto de las nuevas Casas Consistoriales, se le encomendaba la realización de unos jardines, por una longitud de 1100 pies,  en la margen derecha del río Arlanzón, entre los puentes de Santa María y de San Pablo.

"...Habiendo dado cuenta al Rey del acuerdo de la Ciudad, dirigido a solicitar la aprobación al plano del que se ha pensado hacer a orillas del Río Arlanzón, en la carretera principal de Bayona, tomando las distancias entre los dos bellos puentes de Santa María y de San Pablo, y a que se concedan en él las Estatuas del Conde Soberano de Castilla, Fernán González, hijo de esta ciudad y de los Reyes Dn Fernando Primero, que unió las coronas de Castilla y de León, Dn Alfonso Onzeno coronado en ese Rl. Monasterio de las Huelgas y Dn Enrique Tercero, nacido en esa ciudad, como también algún auxilio de los gastos de las obras..."
Orden del conde de Floridablanca, jefe de gobierno del rey Carlos III de España, dada en Aranjuez el 1 de mayo de 1788.

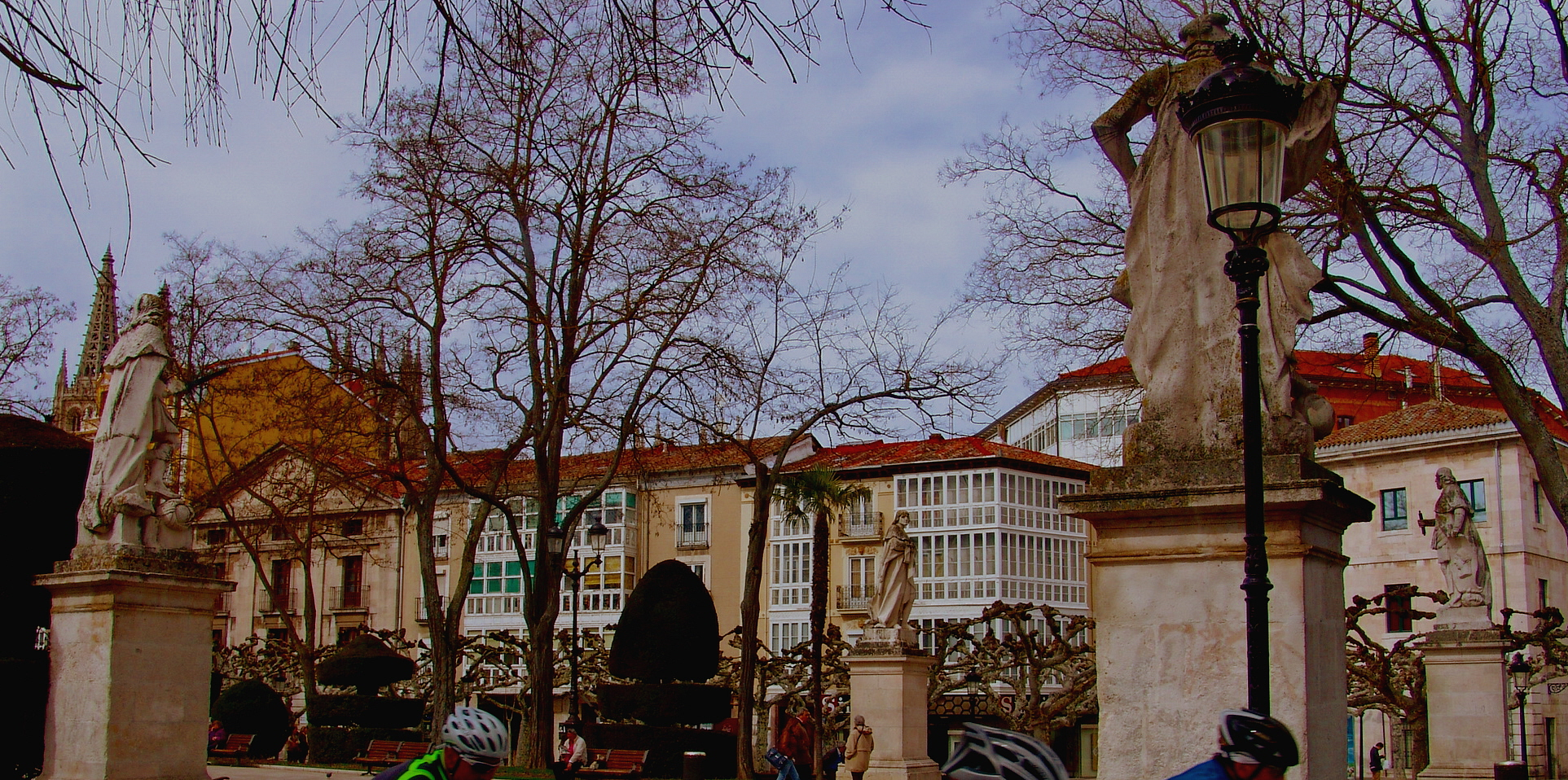
Se acordó que los cuatro reyes se colocasen formando un cuadro

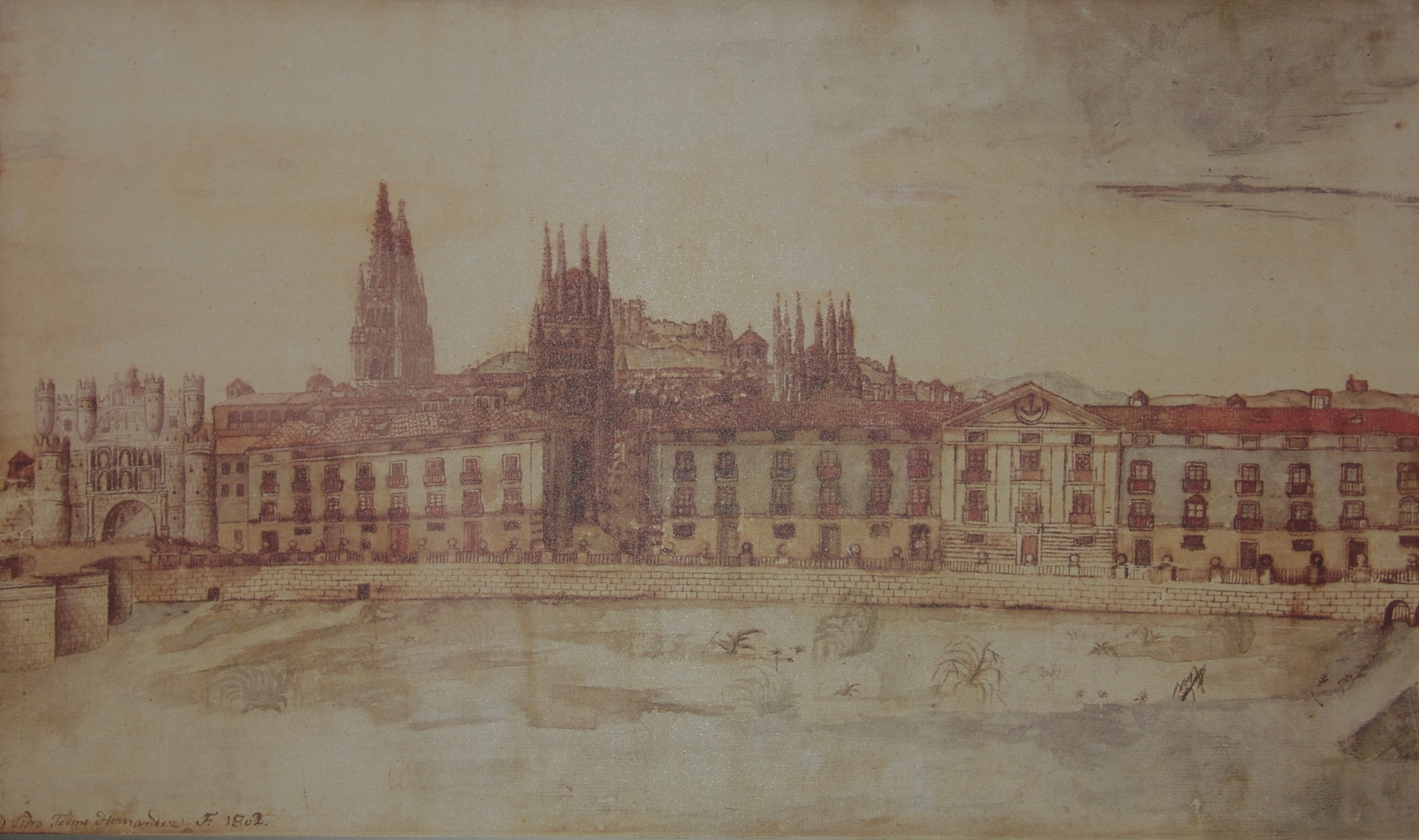
Vista del paseo del Espolón, acuarela de Telmo Hernández, año 1802, museo de Burgos

Se acordó que los cuatro reyes se colocasen formando un cuadro, frente a las Casas Consistoriales, y tal fue su demora en la colocación, que no se efectuó hasta el otoño de 1795. Este año se plantea ensanchar el paseo, entablándose amplios debates en el consistorio, por lo que se tuvo que acudir al Supremo Consejo de Castilla.

"... Lugar de esparcimiento y solaz, fue este paseo desde el primer momento el punto de reunión, no sólo del pueblo burgalés, sino también por los años 1794 y 1795, de numerosas familias de emigrados franceses y de otras procedentes de las Vascongadas durante el bochornoso período de la revolución francesa y de la guerra de 1793-1795 con esta nación, notándose tales aglomeraciones, que en el ayuntamiento se escucharon peticiones de varios capitulares, para el ensanche de este paseo tan típicamente burgalés..."
Gregorio Carmona, página 187,

### Invasión napoleónica

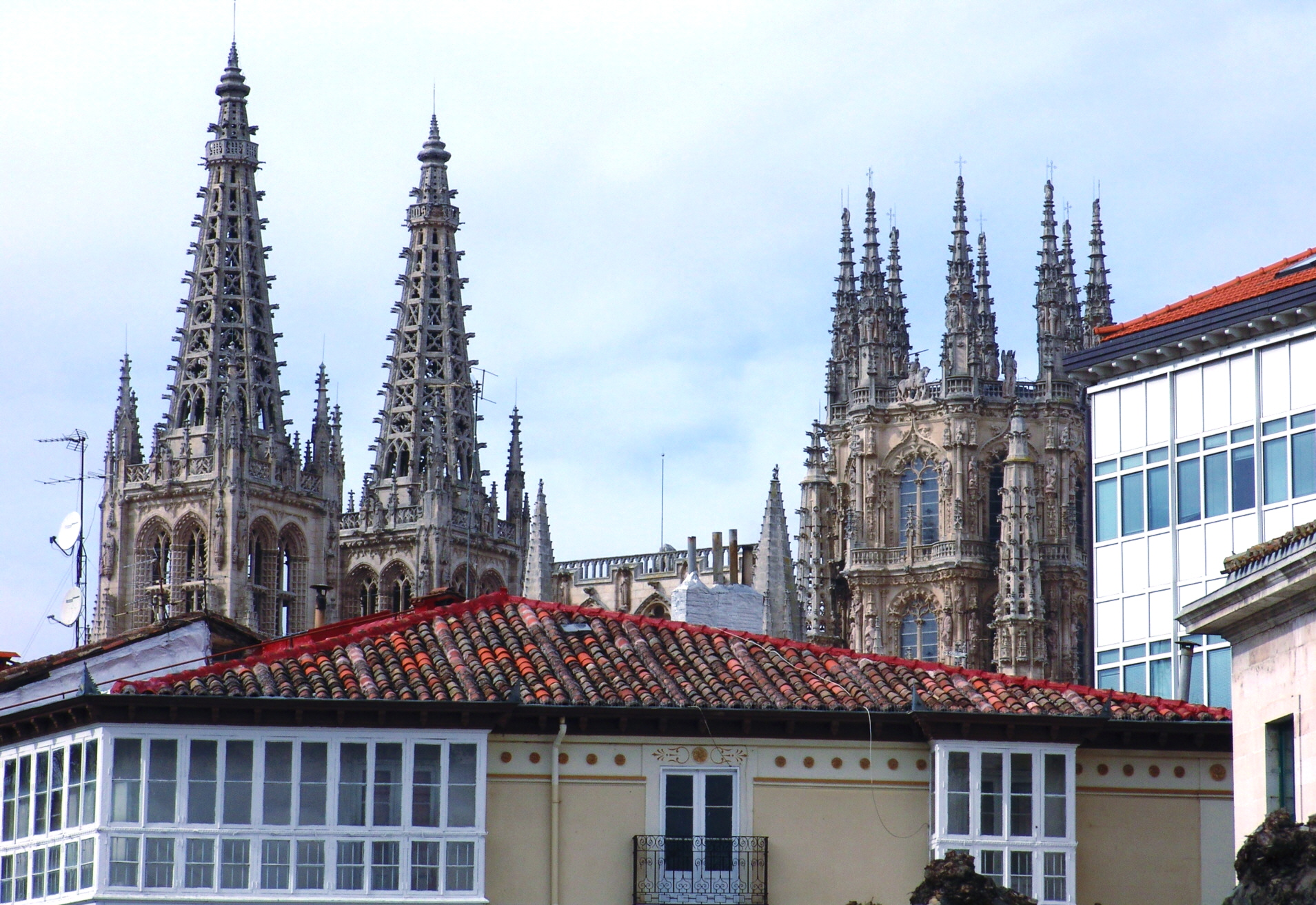
Vista de la catedral desde el paseo

A principios del siglo XIX se realizan las primeras plantaciones de árboles, y sin modificación alguna en el paseo, se produce la entrada de las tropas de Napoleón tras la batalla de Gamonal en 1808. El gobernador de Castilla la Vieja, general Paul Thiébault, se hospeda en este paseo, concretamente en el edificio del Consulado. Enterado cómo el sepulcro del Cid situado en el Monasterio de San Pedro de Cardeña había sido saqueado, dispersando sus huesos, decretó que esos huesos fueran traídos a Burgos, mandando construir en este paseo un extenso y circular plantío de álamos de Italia, formando bellas avenidas alrededor de la tumba, donde el 19 de abril de 1809 colocaron los restos del Cid y de su esposa.

### Marquesa de la Vilueña
El 12 de marzo de 1818, Mercedes de Salamanca y Martínez de Pisón, Marquesa viuda de la Vilueña, solicitó del Ayuntamiento la cesión a precario de un terrenos para construir unos jardines próximos al sepulcro del Cid, complemento de su nuevo palacio donde se alojaron los reyes en 1825. En septiembre de 1837 estos jardines estaban abandonados.

"...Una bellísima hilera de casas, sin duda ninguna las mas notables de construcción moderna, y por el otro el parque,  como para darle de mayor vida y frescura, el jardín de la señora marquesa de Vilueña, lamido por el río. Es tanta la animación que da al paseo lo verde y variado de las ramas, a pesar de estar completamente descuidado, desde que en la pasada guerra civil se convirtió en fortificación, que mirando atentamente hacía su fondo se descubre por entre los árboles copiosos, la vista de la corriente del Arlanzón, que separa al espectador del barrio de Vega..."
Pascual Madoz, Diccionario Geográfico-..., 1849

Entonces el paseo estaba compuesto por tres calles anchas y espaciosas, enlosada la más próxima a los edificios, la contigua al jardín enarenada y separada por una sencilla verja de hierro, empotrada en pilares de piedra que sirven de asientos. Por esta calle circulan coches, carros y diligencias.

### Reinado de Isabel II

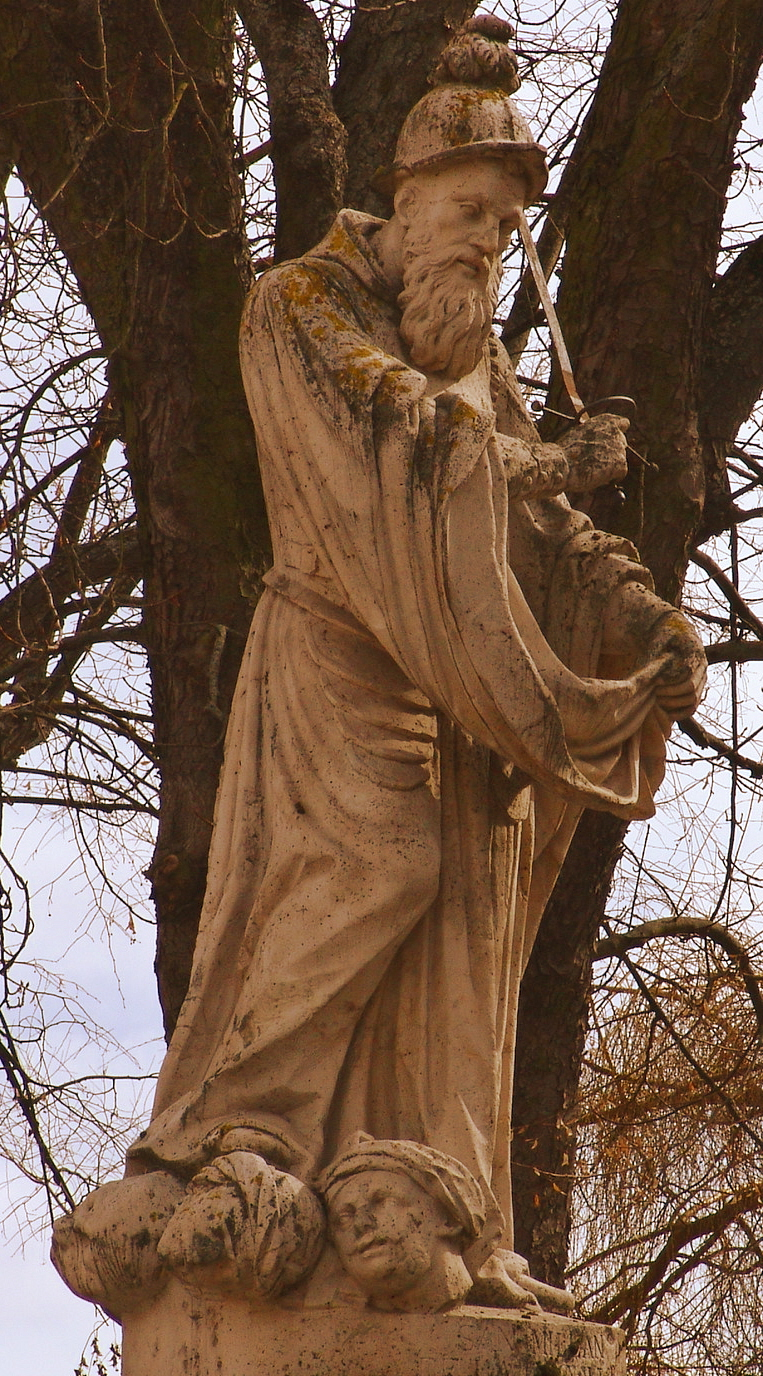
San Millán de la Cogolla, patrono de Castilla

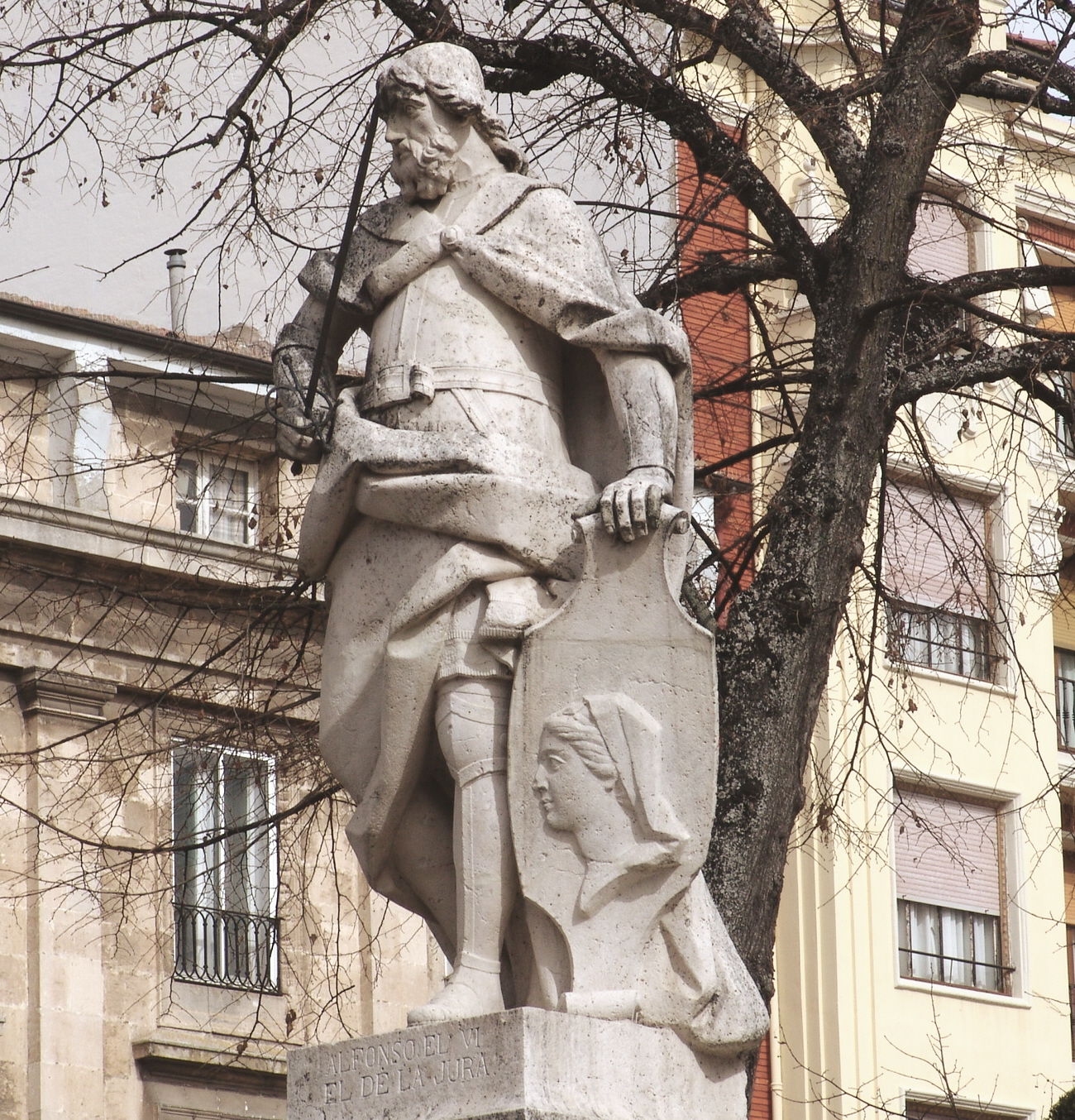
Estatua de Alfonso VI, el de la Jura

El 8 de diciembre de 1834, ya en el reinado de Isabel II se inauguró una fuente en el centro de los cuatro reyes.
En septiembre de 1835 se prohíbe el paso de carruajes.
En 1836 se ensanchó el paseo hacia la parte del río, trasladándose las rejas con sus pedestales de grandes bolas de piedra que estaban en aquel lugar desde 1832.
También se construyó el alcantarillado, se embaldosaron las aceras y apenas sufrieron transformaciones los jardines hasta que el 3 de enero de 1868 la reina concede para el embellecimiento del paseo otras cuatro estatuas: Teodorico I, Alfonso VI, Juan II y San Millán de la Cogolla, patrono de Castilla.
A mediados del siglo XIX se instalan los primeros cafés en Burgos, que eran el Suizo, Candela, Montañés e Iris, todos ya desaparecidos. Por este motivo hasta los años treinta del siglo XX el andén era popularmente conocido por Acera del Suizo.

### Actual configuración
En 1870 se coloca una lápida de piedra en el muro del río frente a los cuatro reyes, en la que en agradecimiento se perpetuán los nombres de los reyes Carlos III e Isabel II.
En 1881 el paseo central se modifica adoptando la forma de salón quitando las entradas y salidas, aunque permanecía cerrado en sus extremos por poco tiempo abriéndose nuevas calles por los sitios donde se encontraban las estatuas.
En 1931 se pavimentaron los andenes centrales, reemplazándose acacias y tilos por plátanos orientales que con sus copas entrelazadas proyectan una tupida sombra, aunque hoy aún existen varias acacias y soforas.
En 1947 se coloca el busto del pintor  Marceliano Santamaría, obra de Félix Alonso González.

## Paseo
Desde los años veinte hasta el principio de la guerra civil, el espolón estaba estratificado en tres clases, claramente jerarquizadas y premeditadamente estancas.

"...Así, la llamada burguesía -una clase media que a sí misma no se reconocía como tal- paseaba por lo que hoy es la zona mas próxima al Casino (la acera del Suizo); la mesocracia (que a sí misma se reconocía como los artesanos), por la zona media del paseo, y la gente generalmente considerada como servicio, por la vía más cercana  a los jardines. La determinación clasista que situaba a los -a las, para ser más precisos- que deambulaban por la acera del Suizo era muy precisa e insalvable: llevar sombrero, ...
Burgos de memoria.

## Edificios

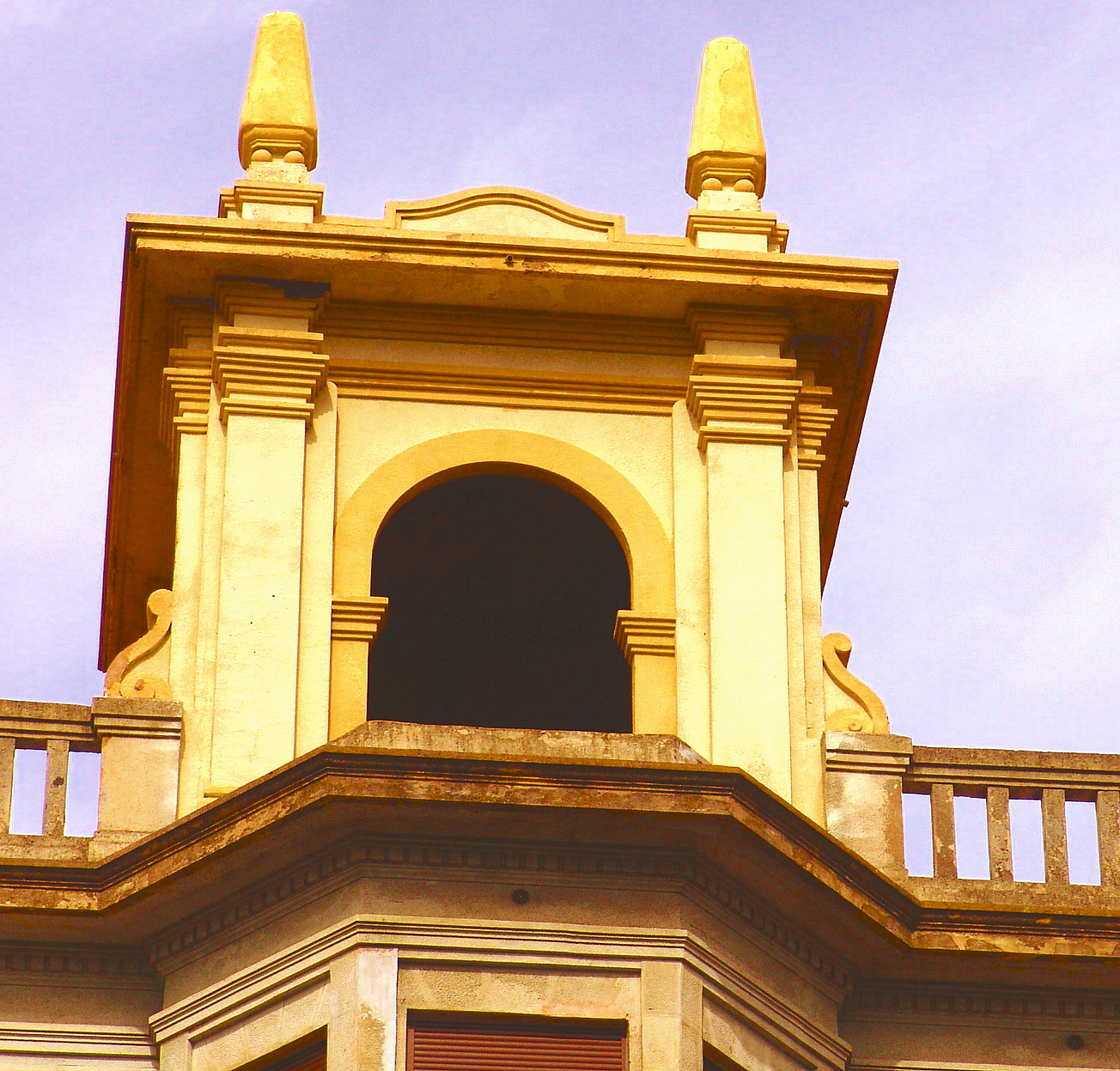
Torreón Círculo de la Unión

Los edificios fueron levantados sobre la antigua muralla medieval y aunque son de diferentes épocas forman un conjunto armónico. 
Destacan la casa que hace esquina con la plaza del rey San Fernando, obra de Vicente Lampérez; el edificio del Consulado del Mar, diseño del arquitecto Manuel de Eraso; el del Círculo de la Unión; el palacio de la marquesa de Vilueña, conocido como casa de los Gaitero.

### El Círculo de la Unión

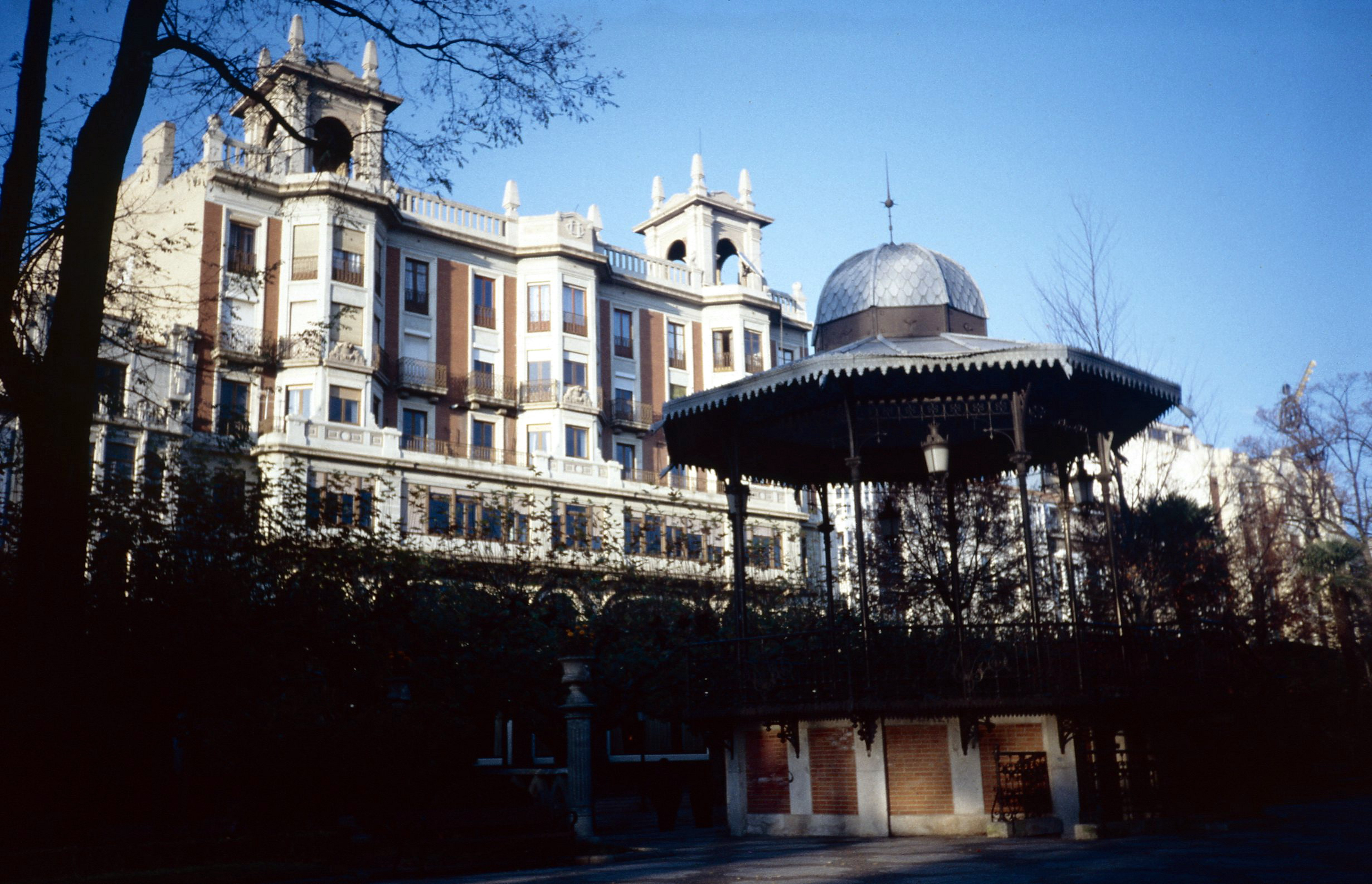
Kiosco frente de la Edificio del Círculo de la Unión, popularmente conocido como El Casino (1994)

Aventura inmobiliaria iniciada en 1910 cuando los propietarios del inmueble donde se ubicaba el café Suizo lo ofrecen en venta al círculo de la Unión, inquilino de los locales colindantes propiedad de la duquesa de Abrantes. En 1915 y tras varias negociaciones esta sociedad lo adquiere por un importe de 125 000 pesetas, suscribiendo obligaciones amortizables en cuarenta años para hacer frente al pago.
En 1922 se adquieren las seis casas de la plaza Mayor mediante un nuevo préstamo y a finales de los años veinte, el presidente del círculo, Rafael Dorao aborda la construcción de edificio, siendo necesario el derribo de las casas de la plaza Mayor y también de la del número 36 del Espolón.
En aquella época, la sociedad contaba con mil quinientos socios, y en la suscripción de 1930 se recauda un millón de pesetas.
En 1940 se formaliza la escritura de obra nueva, diez años después de la terminación de las obras, y coincidiendo con esta protocolización se aprobó la entrada de socios femeninos.

### Puerta y torre de San Pablo
La puerta y torre de San Pablo, construida en 1290, durante el reinado de Sancho IV el Bravo se levantaba en el extremo oriental del paseo, arruinada en el siglo XVIII fue sustituida por otra nueva a modo de arco de triunfo, demolida en 1864 para levantar en el solar de antigua cárcel el palacio provincial .
En este lugar fue ejecutado el 16 de mayo de 1524 el conde de Salvatierra, Pedro López de Ayala, noble alavés exceptuado del perdón concedido por Carlos I de España tras la batalla de Villalar.